# Марк Свифт и Дэмиэн Шеннон
Марк Свифт (англ. Mark Swift) и Дэмиэн Шеннон (англ. Damian Shannon) — дуэт американских киносценаристов и кинопродюсеров, известный по своим фильмам «Фредди против Джейсона» (2003) и «Пятница, 13-е» (2009).

## Биография
Дэмиэн Шеннон учился в средней школе имени Бишопа Макнамары и Нью-Йоркском университете. Затем он поступил в университет Южной Калифорнии и познакомился там с Марком Свифтом.
Сам Свифт, до знакомства с Шенноном, окончил университет имени Джонса Хопкинса в Балтиморе, а также учился в школе имени Бенджаминов.

## Карьера
Свифт и Шеннон начали своё многолетнее сотрудничество с кинокомпанией New Line Cinema в 2000 году, когда написали сценарий для киноадаптации комикса Danger Girl, которая так и не была снята.
В 2003 году Свифт и Шеннон написали сценарий к слэшеру «Фредди против Джейсона». До них свои сценарии к фильму предлагали и многие другие сценаристы, однако New Line Cinema выбрала именно их версию сценария.
В 2004 году Свифт и Шеннон придумали основу сюжета к мультфильму «Подводная братва» от студии DreamWorks Animation, хотя кроме идеи они больше ничего ни делали и в титрах упомянуты не были.
В 2009 году Свифт и Шеннон вновь вернулись к New Line Cinema и написали сценарий к фильму «Пятница, 13-е», ремейку одноимённого фильма 1980 года. Было также известно, что Свифт и Шеннон написали сценарий к возможному сиквелу фильма, однако проект был закрыт и сценарий так и остался неиспользованным.
После этого Свифт и Шеннон продолжили свою карьеру сценаристов и продюсеров, спродюсировав фильмы «Близнецы-убийцы» (2011) и «Я, папа и собака» (2012). В том же 2012 году Свифт и Шеннон должны были снять неназванный фильм ужасов, однако проект не сдвинулся с мёртвой точки и был закрыт.
В 2015 году Свифт и Шеннон начали разрабатывать сценарий к приквелу мультфильма «Алладин» под рабочим названием «Джинны», однако проект так и не смог перейти в этап активной разработки.
В 2017 году Свифт и Шеннон выступили сценаристами комедийного боевика «Спасатели Малибу» с Дуэйном Джонсоном, Заком Эфроном и Александрой Даддарио в главных ролях.
В 2019 году стало известно, что Свифт и Шеннон были назначены сценаристами грядущего фильма ужасов под названием «Пришлите помощь», который должен быть снят режиссёром Сэмом Рэйми и премьера которого должна состояться в 2026 году.

## Фильмография
| Год  | Название                                                      | Должность  | Должность      | Должность | Примечания           |
| Год  | Название                                                      | Сценаристы | Продюсеры      | Актёры    | Примечания           |
| ---- | ------------------------------------------------------------- | ---------- | -------------- | --------- | -------------------- |
| 2003 | Фредди против Джейсона                                        | Да         | Нет            | Нет       |                      |
| 2004 | Подводная братва                                              | Сюжет      | Нет            | Нет       |                      |
| 2009 | Его звали Джейсон: 30 лет «Пятнице, 13-е»                     | Нет        | Нет            | Да        | документальный фильм |
| 2009 | Пятница, 13-е                                                 | Да         | Нет            | Нет       |                      |
| 2010 | Больше никогда не спи: Наследие улицы Вязов                   | Нет        | Нет            | Да        | документальный фильм |
| 2011 | Близнецы-убийцы                                               | Нет        | Исполнительные | Нет       |                      |
| 2012 | Я, папа и собака                                              | Нет        | Исполнительные | Нет       |                      |
| 2013 | Воспоминания Хрустального озера: Полная история пятницы 13-го | Нет        | Нет            | Да        | документальный фильм |
| 2017 | Спасатели Малибу                                              | Да         | Нет            | Нет       |                      |
| 2026 | Пришлите помощь                                               | Да         | Нет            | Нет       |                      |